# Sauropus thyrsiflorus
Sauropus thyrsiflorus là một loài thực vật có hoa trong họ Diệp hạ châu. Loài này được Welzen mô tả khoa học đầu tiên năm 2001.